# Pirveli Liga 2010/2011
Pirveli Liga 2010/2011 var den 22:a säsongen av den georgiska andraligan. Säsongen inleddes den 29 augusti 2010, och avslutades den 24 maj 2011. Ligan vanns av FK Gagra, som tillsammans med tvåan Merani Martvili blev direktuppflyttade. Dila Gori flyttades även dem upp efter att ha vunnit sin kvalmatch, medan Tjichura Satjchere förlorade sin och därmed får fortsätta att spela i ligan.

## Klubbar 2010/2011
| Klubb                     | Hemmaarena                      | Publik- kapacitet |
| ------------------------- | ------------------------------- | ----------------- |
| FK Adeli Batumi           | Okänd                           | Okänd             |
| Dinamo Batumi             | Tsentraluri Stadioni            | 18 600            |
| FK Skuri Tsalendzjicha    | Okänd                           | Okänd             |
| Tjichura Satjchere        | Tsentraluri Stadioni, Satjchere | 4000              |
| Nortji Dinamoeli          | Nortji Dinamoelis Stadioni      | 1000              |
| Guria                     | Stadioni Evgrapi Sjevardnadze   | 22 000            |
| Merani Martvili           | Tsentraluri Stadioni Martvili   | 2000              |
| Mertschali                | Stadioni Megobroda              | 3500              |
| Dila Gori                 | Tengiz Burdzjanadze-stadion     | 8600              |
| Kolcheti Chobi            | Tsentraluri Stadioni Chobi      | 12 000            |
| Hereti Lagodechi          | Stadioni Hereti                 | 1000              |
| Mesjachte Tqibuli         | Stadioni Vladimer Bochorisjvili | 6000              |
| Tjiatura                  | Stadioni Temur Maghradze        | Okänd             |
| Mescheti                  | Stadioni Micheiladze            | 5000              |
| FK Chkhirimela Charagauli | Okänd                           | Okänd             |
| FK Gagra Tbilisi          | Ameri-stadion                   | 1000              |
| FK Lokomotivi Tbilisi     | Micheil Meschi-stadion          | 24 680            |

## Ligatabell

### Ligatabell
| Nr | Lag                    | S  | V  | O  | F  | GM | IM | MS  | P  |
| -- | ---------------------- | -- | -- | -- | -- | -- | -- | --- | -- |
| 1  | Gagra Tbilisi          | 32 | 23 | 6  | 3  | 73 | 19 | +54 | 75 |
| 2  | Merani Martvili        | 32 | 22 | 7  | 3  | 60 | 15 | +45 | 73 |
| 3  | Dila Gori              | 32 | 20 | 9  | 3  | 58 | 21 | +37 | 69 |
| 4  | Tjichura Satjchere     | 32 | 20 | 6  | 6  | 58 | 25 | +33 | 66 |
| 5  | Dinamo Batumi          | 32 | 18 | 9  | 5  | 66 | 18 | +48 | 63 |
| 6  | Guria Lantjchuti       | 32 | 14 | 4  | 14 | 50 | 59 | −9  | 46 |
| 7  | Kolcheti Chobi         | 32 | 12 | 10 | 10 | 28 | 34 | −6  | 46 |
| 8  | Imereti Choni          | 32 | 11 | 4  | 17 | 36 | 43 | −7  | 37 |
| 9  | Mesjachte Tqibuli      | 32 | 10 | 5  | 17 | 32 | 48 | −16 | 35 |
| 10 | Nortji Dinamoeli       | 32 | 10 | 5  | 17 | 39 | 58 | −19 | 35 |
| 11 | Tjcherimela Charagauli | 32 | 7  | 14 | 11 | 35 | 45 | −10 | 35 |
| 12 | Adeli Batumi           | 32 | 10 | 2  | 20 | 38 | 54 | −16 | 32 |
| 13 | Mertschali Ozurgeti    | 32 | 8  | 8  | 16 | 41 | 68 | −27 | 32 |
| 14 | Samgurali Tsqaltubo    | 32 | 8  | 6  | 18 | 38 | 64 | −26 | 30 |
| 15 | Skuri Tsalendzjicha    | 32 | 8  | 5  | 19 | 28 | 52 | −24 | 29 |
| 16 | FK Tjiatura            | 32 | 8  | 5  | 19 | 28 | 69 | −41 | 29 |
| 17 | Lokomotivi Tbilisi     | 32 | 7  | 7  | 18 | 30 | 46 | −16 | 28 |

Färgkoder:

     – Ligasegrare och direktuppflyttade till Umaghlesi Liga.

     – Två och direktuppflyttade till Umaghlesi Liga.

     – Kval om plats i Umaghlesi Liga med klubb från Umaghlesi Liga.

     – Nedflyttade till Meore Liga.